# Сасівка (Мукачівський район)
Са́сівка — село в Україні, у Неліпинській сільській громаді, Мукачівського району, Закарпатської області. Населення становить 1418 осіб. До 2020 року села Неліпино, Вовчий та Сасівка підпорядковувалися Неліпинській сільській раді, а село Ганьковиця — Ганьковицькій сільській раді Свалявського району Закарпатської області, нині усі чотири села входять до складу Неліпинська сільської громади Мукачівського району, Закарпатської області.

## Географія
Село Сасівка розташоване за 5 км на північний схід від міста Свалява в долині річки Вича, яка витікає у підніжжя гори Стій та належить до басейну річки Тиса, а в районі села Неліпине впадає в річку Латорицю (басейн Дунаю), а також за 72 км від обласного центру, 34 км від районного центру та 5 км від адміністративного центру сільської громади. Найближча залізнична станція Сасівка розташована на заході населеного пункту.
Селом протікає струмочок «Потічок». Кругом досить круті схили вододільного хребта, покритого буковими та грабовими деревами і кущами ліщини та ожини. Поверхня села представлена середньовисокими хребтами, глибоко розчленованими долинами річок і тимчасовими водотоками, що оточують улоговину села Сасівка. Село Сасівка має статус гірського, через те, що сільськогосподарські угіддя розміщені на крутих схилах.
Присілки
- Ждимир (угор. Zsdimir-patak, Zsdimir, Zsdimirtelep) — колишнє село, об'єднане з Сасівкою.

Урочища
- Голиця
- Дупильне
- Млин — назва походить від сільського млина, який колись там існував. Де був млин, були лотоки. На розтоках від річки Вичі відділялася смуга води, яка текла на ці лотоки і завдяки чому млин обертався.
- Ромшовець

## Населення
Згідно з переписом УРСР 1989 року чисельність наявного населення села становила 1388 осіб, з яких 695 чоловіків та 693 жінки.
За даними всеукраїнського перепису населення 2001 року в селі Сасівка мешкало 1412 осіб, у 2023 році — 1418 осіб.
Мова
Розподіл населення за рідною мовою за даними перепису 2001 року був наступним:
| українська | 1097 | 77,69 |
| русинська  | 308  | 21,81 |
| російська  | 5    | 0,36  |
| румунська  | 1    | 0,07  |
| інші       | 1    | 0,07  |

## Назва
У давнину в улоговині Дупильне оселилося плем'я, вождем якого був чоловік на ім'я Сас. Основними заняттями племені були землеробство та полювання. У вождя племені була дочка. Вождь сусіднього племені закохався у дівчину і хотів з нею одружитися, але дівчина не захотіла стати його дружиною. За звичаями племені вона чекала на іншого нареченого. Отримавши відмову вождь розсердився та задумав силою забрати дівчину та одружитися з нею. Одного разу люди із племені Саса полювали і помітили, що на них насувається ворог. Вони швидко сповістили вождя про небезпеку. Сас зібрав своїх людей і розпочався нерівний бій. В цьому бою загинув вождь племені Сас. І коли дочка, побачила мертвого батька, вбила нелюбимого нареченого, вожака сусіднього племені. Після цих подій, люди які залишилися в живих, спустилися у низину, де й заснували власне поселення. З часом поселення розрослося у село, яке отримало назву «Сасівка», на згадку про Саса вождя того племені.
За іншою версією назва села Сасівка походить від числівника «100» (угор. szaz), саме така кількість гунів-переселенців прибула сюди у X столітті з Леведії — з території між Дніпром і Доном. 1916 року у печері в урочищі «Дупильне» виявлено старовинні речі, які належали тим переселенцям. Про цю знахідку свідчать архівні документи, які колись зберігалися на території Свалявського хімкомбінату.

## Історія
За архівними документами розповідається, що в селі часто спалахували епідемії різних хвороб. Так у 1770 та 1831 роках була епідемія холери, від якої померло близько 15% населення. Епідемії були й пізніше про що свідчить розповідь Борто Олени Михайлівни: «Там де на сьогоднішній день знаходиться старий тин, колись була трупарня. Під час епідемій холери (місцеві називали її корела), тифу, червінки, священик кожного ранку ходив по селу та збирав мертвих людей, а потім їх ховав. Священик казав людям, які допомагали хоронити мертвих, щоби змащували руки часником. У трупарні були лише столи, де складали померлих. По селу ходили лікарі та збирали ще живих, але хворих людей, аби припинити епідемію хвороби, оскільки медикаментів щоби полікувати хворобу не було. Іноді хворих труїли, або кидали у яму напівживих. Тому селяни хворих ховали у сіні, або прилеглих кущах, а потім забирали додому та виходжували».
На території Сасівки виявлено декілька давніх цвинтарів, зокрема, в урочищі Голиця між будинками під № 198—205, також, в урочищі Ромшовець. На місці нинішнього нового цвинтаря також виявлені давні надгробки, які свідчать про те, що тут у давні часи також був цвинтар.
У 1917 році у Сасівці оселилися єврейські родини. Вони мали власні молитовний будинок — синагогу, лазню (нині на тому місці приватна садиба). Того ж 1917 року через село прокладено залізницю.
В селі з давніх-давен розвивалося ткацтво, вирощували коноплі.

## Пам'ятки, визначні місця

### Церква Покрови Пресвятої Богородиці
У 1672 році згадують священика Василя Попадинця. У 1699 році згадується про церковну ділянку, виділену поміщиком. Дерев'яну церкву згадують у 1733, 1778 та 1881 роках як дочірню церкву Неліпина. Нинішня церква типова мурована, що давніше була посвячена на честь святого Василя Великого. Вказаний над входом 1827 рік слід вважати початком спорудження, бо в письмових джерелах трапляється також 1843 рік. Останній ремонт зроблено у 1977 році. Біля церкви розташована каркасна дерев'яна дзвіниця під конічним шатром. Великий дзвін у 1923 році відлив Ф. Еґрі за священика Василя Грабаря та куратора Федора Головнича. Дещо менший відлито ужгородською фірмою «Акорд» у 1938 році. По війні, вже за радянських часів, священик Ковач одного дня після служби повідомив парафіянам, якщо село не перейде в православ'я, то його посадять, а церкву греко-католицьку зруйнують. Відтоді церква стає православною. Нині належить до парафії Української православної церкви (МП) Покрови Пресвятої Богородиці села Сасівка (Свалявське благочиння Мукачівської єпархії УПЦ (МП)). Парохом церкви є протоієрей Мирослав Фалес.

## Археологічні розвідки
В околицях Сасівки у 1830 році рікою Вичею вимито бронзову спіраль для захисту рук. 1890 року у присілку Ждимир виявлено бронзовий скарб.

## Інфраструктура

### Освіта
Перша церковно-парафіяльна школа розташовувалася у будинку дяка, який тут і мешкав, і вчителював. Першим вчителем-дяком був Гасар, якого пізніше замінив Писулька. У 1880 році вчителем-дяком було призначено Юрія Павловича Фурдело. На той час у школі навчалося близько 15-18 дітей. У 1900 році директором школи було призначено Івана Герзанича. Цього ж, 1900 року, було завершено будівництво нової початкової школи (теперішній корпус старої школи). Нова школа мала два класи-комплекти. Тоді у школі працювали Іван Герзанич та Юрій Фурдело, згодом сюди призначено ще й Олену Хрісову. Школу відвідувало близько 50 дітей.
У 1919 році проведена реорганізація школи з церковно-парафіяльної на державну початкову школу. Наступного, 1920 року, багатолітній директор школи Іван Герзанич вийшов на пенсію, а на посаду директора школи було призначено Івана Івановича Поповича, який працював у школі до 1946 року. Від 1920 року школа містилася у трьох будинках — один був шкільним та два орендованими. 
1939 року у школі налічувалося вже 8 класів, де навчалося близько 120 дітей та працювало 6 вчителів. У 1946 році директором початкової школи було призначено Федора Федоровича Чанду, а його попередник Іван Іванович Попович ще до 1950 року працював вчителем 1-4 класів Сасівської початкової школи та вийшов на пенсію.
1949 року директором школи призначено відомого різьбяра по дереву та майстра обробки (карбування) металів Василя Михайловича Астолоша, який пропрацював директором школи до 1951 року. Протягом 1951-1953 років директором школи була Ганна Василівна Сухан. За час її перебування на посаді директора школу реорганізовано з початкової у семирічну школу. 1953 року директором школи призначено Іллю Івановича Марція, завучем призначено Карла Карловича Зізду. У 1954—1961 роки завучем школи працював Юрій Іванович Переста, у 1961 році — призначено Омеляна Гнатовича Лявинця. Ще 1959 року семирічку реорганізовано у восьмирічну школу, яка тоді мала 8 класів-комплектів, де навчався 181 учень та працювало 10 вчителів. І того ж року до існуючої будівлі школи добудовано чотири класних приміщення, коридор, учительську та проведено реконструкцію класних приміщень старої будівлі. У 1965 році Омелян Гнатович Лявинець перейшов працювати інспектором шкіл до Свалявського районного відділу народної освіти, натомість завучем призначено Марію Марківну Фенинець.
У 1966 році директором школи призначено колишнього завідувача Свалявського районного відділу народної освіти Миколу Миколайовича Павлишинця, а за рік, на посаду завуча школи вдруге призначено Омеляна Гнатовича Лявинця. 1967 року, за сприяння і активної участі директора школи Миколи Миколайовича Павлишинця та з нагоди святкування 50-ліття Великої Жовтневої Соціалістичної Революції, у школі було організовано, так звану, Ленінську кімнату, а на території школи встановлено погруддя В. І. Леніна. У 1969 році закладено фундаменти під навчальну майстерню та спортивний зал.
У січні 1970 року Миколу Миколайовича Павлишинця переведено на посаду директора Неліпинської середньої школи. Натомість директором Сасівської восьмирічної школи призначено Омеляна Гнатовича Лявинця, а його заступником з навчально-виховної роботи — Магдалину Іванівну Лаврович. У 1970/1971 навчальному році у школі було 11 класів-комплектів, в яких навчалося 294 учні та одна група продовженого дня, в якій налічувалося 50 учнів 1-2 класів (вихователь групи продовженого дня Туряниця Олена Іванівна).
1 вересня 1980 року вчитель історії Юрій Михайлович Фотул був переведений на посаду заступника директора з навчально-виховної роботи, на якій пропрацював до 1984 року.
На початку 2020-х років Сасівська загальноосвітня школа I-II ступенів реорганізована у Сасівську гімназію Неліпинської сільської ради Мукачівського району Закарпатської області. У гімназії розрахованій на 170 учнів, навчається 132 дитини (станом на 9 жовтня 2023 року), у тому числі 53 дитини — у початковій школі (1-4 класи).

### Транспорт
Через село проходить залізниця, якою нині курсують потяги міжнародного сполучення з Києва до Чопа, Белграда, Будапешта, Відня тощо.